# Anthony Celino

Bischofswappen von Anthony Celino

Anthony Cerdan Celino (* 29. April 1972 in Anda, Pangasinan, Philippinen) ist ein philippinisch-US-amerikanischer römisch-katholischer Geistlicher und Weihbischof in El Paso.

## Leben
Anthony Celino besuchte das Mary Help of Christians High School Seminary in Binmaley und das Mary Help of Christians College Seminary in Dagupan, an dem er 1993 einen Bachelor of Arts im Fach Philosophie erlangte. Im selben Jahr emigrierte er in die USA. Dort absolvierte er an der University of Saint Mary of the Lake in Mundelein das Studium der Katholischen Theologie, das er 1997 mit einem Bachelor of Theology und einem Master of Divinity abschloss. Am 9. Juni 1997 empfing er in der Kathedrale St. Patrick in El Paso durch den Bischof von El Paso, Armando Xavier Ochoa, das Sakrament der Priesterweihe.
Celino war zunächst als Pfarrvikar an der Kathedrale St. Patrick in El Paso tätig. 2001 wurde Anthony Celino für weiterführende Studien nach Washington, D.C. entsandt, wo er 2003 an der Katholischen Universität von Amerika mit der Arbeit The expert in marriage nullity cases (Canon 1095). A review of papal allocutions to the Roman rota and recent jurisprudential practice of the Roman rota („Der Sachverständige in Ehenichtigkeitssachen (Canon 1095). Ein Überblick über die päpstlichen Ansprachen vor der Römischen Rota und die gegenwärtige Rechtsprechungspraxis der Römischen Rota“) ein Lizenziat im Fach Kanonisches Recht erwarb. 2004 wurde er zuerst Pfarradministrator und später Pfarrer der Pfarrei Santa Lucia in El Paso. Während der Sedisvakanz von Dezember 2011 bis Juli 2013 leitete Celino das Bistum El Paso als Diözesanadministrator. Von 2013 bis 2017 war er Generalvikar des Bistums El Paso sowie Moderator der Kurie und Kanzler der Kurie. Nachdem Anthony Celino 2017 kurzzeitig als Pfarradministrator der Pfarrei St. Stephen Deacon and Martyr in El Paso gewirkt hatte, wurde er Pfarrer der Pfarrei St. Raphael in El Paso. Zudem fungierte er bereits ab 2003 als Offizial des Bistums El Paso. Ferner gehörte er ab 2012 dem Beirat des diözesanen Migranten- und Flüchtlingsdienstes sowie von 2014 bis 2020 dem Beirat der Stiftung des Bistums El Paso an. Darüber hinaus lehrte er von 2014 bis 2021 am Tepeyac Institute in El Paso.
Am 8. Februar 2023 ernannte ihn Papst Franziskus zum Titularbischof von Maronana und zum Weihbischof in El Paso. Der Bischof von El Paso, Mark Seitz, spendete ihm am 31. März desselben Jahres in der Kathedrale St. Patrick in El Paso die Bischofsweihe; Mitkonsekratoren waren der Erzbischof von San Antonio, Gustavo García-Siller MSpS, und der Bischof von Lexington, John Stowe OFMConv. Sein Wahlspruch Servire tibi sicut mereris („Dir dienen, wie Du es verdienst“) stammt aus dem Gebet um Großmut des Hl. Ignatius von Loyola.

## Schriften
- The expert in marriage nullity cases (Canon 1095). A review of papal allocutions to the Roman rota and recent jurisprudential practice of the Roman rota. Catholic University of America, Washington, D.C. 2003, OCLC 60456418.